# Anse de la Baleinière
Die Anse de la Baleinière (französisch für Bucht der Walfänger) ist eine fjordartige Bucht an der Nordostküste der Pétrel-Insel im Géologie-Archipel vor der Küste des ostantarktischen Adélielands. Sie liegt westlich des Mont Cervin und dient französischen Expeditionen als Naturhafen.
Französische Wissenschaftler benannten sie.